# Chachabamba
Chachabamba (del quechua: chacha, "picaduras", "ronchas" - de mosquito - y bamba, "valle", "lugar", es decir, el "valle de las picaduras de los mosquitos") es un yacimiento arqueológico (denominado también "Monumento Arqueológico" o MA) inca ubicado en el Santuario histórico de Machu Picchu, Perú.

## Historia
Las primeras labores de investigación, levantamientos topográficos y documentación científica se produjeron entre 1940 y 1941, bajo la dirección de Paul Fejos. Este se interesó sobre todo por baños y canales de agua, suponiendo que formaban parte de un centro ceremonial.
Chachabamba está ubicada en un lugar de geografía sagrada, desde donde poder potenciar su relación con las montañas sagradas o apus de los alrededores, con una especial implicación con el nevado Salcantay. Situada en el Antisuyo incaico, a 2170 m s. n. m., en un emplazamientos estratégico en lo alto de una colina, en el Camino Inca, fue un emplazamiento clave de vigilancia y control en el acceso a la llacta y santuario sagrado de peregrinación de Machu Picchu. 
Chachabamba se consideraba la unión de la trilogía andina, de la Uku Pacha o mundo de los muertos, subterráneo, la Kai Pacha o mundo real, de la tierra y la Hanan Pacha o mundo celestial, representados respectivamente por la serpiente, el puma y el cóndor. Era un centro ceremonial incaico donde se rendía culto al agua y los baños se utilizaban ritualmente para que los peregrinos pudiesen purificarse antes de alcanzar Machu Picchu. Su arquitectura, fundamentalmente como espacio ceremonial, con muros de piedra y probables techos de un material flexible como el ichu presentan un estilo inca imperial. Pero lo realmente excepcional es su sofisticado sistema hidráulico, que utilizaban ceremonialmente para justificar su dominio. Se han localizado en 2021, utilizando simulaciones por ordenador, basados en datos de drones con sistemas LIDAR, 14 baños situado alrededor de dos patios, asignándolos un uso exclusivamente religioso, centrados en un altar ritual o huaca rodeado de jardines y fuentes (phaqchas).

## Camino inca
Para llegar a Chachabamba, que está en la denominada Ruta 05 de la red de Caminos Inka a Machu Picchu, es necesario bajarse del tren que conduce de Cuzco a Aguas Calientes en el kilómetro 104. Desde aquí es posible realizar la histórica ruta a pie, que era la utilizada en época del Imperio inca. Cruzando el río Vilcanota por un puente se inicia un ascenso de alrededor de ocho kilómetros pasando por una zona de rica vegetación de orquídeas, buganvillas, aves y espléndidos paisajes, hasta alcanzar el yacimiento inca de Wiñay Wayna, otro centro ceremonial y de vigilancia y control del camino, además de la dedicación a actividades agrícolas. Pasando por las inmediaciones de Intipata, se alcanzará el Intipunku o Puerta del Sol, desde se contemplará la llacta de Machu Picchu y las montañas sagradas, como las de Wainapichu y Putucusi, hasta alcanzar finalmente la ciudadela.